# Formule E : Accélération
Formula E: Accelerate est une compétition professionnelle d'esports créée par la Formula E en 2021, faisant suite au ABB Formula E Race at Home Challenge in support of UNICEF, organisé en 2020.
La compétition se déroule sur le jeu rFactor 2. La grille du championnat est composée d'équipes esports associées aux constructeurs du Championnat du monde de Formule E ABB FIA, avec des pilotes sélectionnés lors d'un premier tour de qualification pour représenter ces équipes.
La compétition est diffusée sur les différentes plateformes sociales et de streaming de la Formule E, telles que Twitch, Facebook et YouTube.
Le championnat offre une dotation totale de 100 000 € et du temps de pilotage dans une voiture de Formule E Gen2,.

## 2021
Lors de la saison inaugurale 2021, plus de 600 pilotes de simulation professionnels, ou "simracers", ainsi que de nombreux joueurs talentueux, ont participé aux qualifications en janvier 2021, pour des places dans 12 équipes officielles.
Le simracer danois Frederik Rasmussen a été couronné champion de Formule E : Accelerate 2021 devant Erhan Jajovski, remportant le premier prix de 20 000 € et du temps de pilotage dans une vraie voiture de Formule E Gen2,. ROKiT Venturi Racing a remporté le titre de champion par équipes, terminant avec 36 points d'avance sur le peloton.

## 2022
La saison 2022 a ajouté des billets VIP pour l'e-Prix de Séoul à gagner, cette fois avec six tours de qualification, connus sous le nom de « the Road to the London Final », pour réduire le peloton à une taille de grille conventionnelle correspondant à la série du monde réel. Cette grille a ensuite couru lors d'une dernière manche organisée lors du e-Prix de Londres. Les phases de qualification ont eu lieu dans les versions virtuelles de Rome, Monaco, Berlin, Jakarta, Vancouver et New York. Frederik Rasmussen a gagné au volant de Dragon/Penske avec Jarno Opmeer deuxième pour Mercedes-EQ.

## 2023
Pour 2023, la dotation totale a été réduite à 40 000 €, avec deux tours de qualification ouverts se déroulant à distance dans les versions virtuelles de Berlin et de Rome, durant les semaines que ePrix réels. Les 88 meilleurs pilotes issus des qualifications ouvertes participeront aux courses de qualification sur les mêmes circuits. Les 11 premiers de chaque épreuve constitueront ensuite la grille de 22 voitures pour la finale qui se tiendra au e-Prix de Londres. Le championnat utilisera des voitures Gen 3.

## Pilotes

### 2021
| Équipes                          | Pilotes | Pilotes                                              | Pilotes             |
| Équipes                          | No.     | Noms                                                 | Courses             |
| -------------------------------- | ------- | ---------------------------------------------------- | ------------------- |
| Audi Sport ABT Schaeffler        | 33 11   | Manuel Biancolilla Kelvin van der Linde Michi Hoyer, | Toutes 1–2, 5–6 3–4 |
| BMW i Andretti Motorsport        | 28 27   | Kevin Siggy Petar Brljak                             | Toutes Toutes       |
| DS Techeetah                     | 25 13   | Nikodem Wisniewski Arthur Lehouck                    | Toutes Toutes       |
| Dragon / Penske Autosport        | 7 6     | Frederik Rasmussen Peyo Peev                         | Toutes Toutes       |
| Envision Virgin Racing           | 37 4    | Graham Carroll Tímea Bencsik                         | Toutes Toutes       |
| Jaguar Racing                    | 10 20   | Martin Stefanko Jakub Brzeziński                     | Toutes Toutes       |
| Mahindra Racing                  | 29 94   | Olli Pahkala Lucas Mueller                           | Toutes Toutes       |
| Mercedes-Benz EQ Formula E Team  | 17 5    | Jarno Opmeer Bono Huis                               | Toutes Toutes       |
| NIO 333 FE Team                  | 88 8    | Risto Kappet Jiayu Zhang                             | Toutes Toutes       |
| Nissan e.dams                    | 23 22   | Marc Gassner Jan von der Heyde                       | Toutes Toutes       |
| ROKiT Venturi Racing             | 71 48   | Erhan Jajovski Lorenz Hörzing                        | Toutes Toutes       |
| TAG Heuer Porsche Formula E Team | 36 99   | Marius Golombeck Jaroslav Honzík                     | Toutes Toutes       |
| Sources:                         |         |                                                      |                     |

## Calendrier
| Course   | ePrix               | Circuit                                               | Durée      | Date       | Broadcast                                                            |
| -------- | ------------------- | ----------------------------------------------------- | ---------- | ---------- | -------------------------------------------------------------------- |
| 1        | New York City ePrix | Brooklyn Street Circuit, Red Hook, Brooklyn, New York | 25 Minutes | 28 Janvier | [vidéo] « Formula E: Accelerate Round 1 Full Race », sur YouTube     |
| 2        | Hong Kong ePrix     | Hong Kong Central Harbourfront Circuit, Hong Kong     | 25 Minutes | 4 Fevrier  | [vidéo] « Formula E: Accelerate Round 2 Full Race », sur YouTube     |
| 3        | Berlin ePrix        | Tempelhof Airport Street Circuit, Berlin              | 25 Minutes | 11 février | [vidéo] « Formula E: Accelerate Round 3 Full Race », sur YouTube     |
| 4        | Diriyah ePrix       | Riyadh Street Circuit, Diriyah                        | 25 Minutes | 11 mars    | [vidéo] « Formula E: Accelerate Round 4 Full Race », sur YouTube     |
| 5        | Electric Docks      | Lester Special – Electric Docks,                      | 25 Minutes | 18 mars    | [vidéo] « Formula E: Accelerate Round 5 Full Race », sur YouTube     |
| 6        | ePrix de Rome       | Circuito Cittadino dell'EUR, Rome                     | 25 Minutes | 28 mars    | [vidéo] « Formula E: Accelerate Grand Final Full Race », sur YouTube |
| Sources: |                     |                                                       |            |            |                                                                      |

| Note:                                        |
| -------------------------------------------- |
| Les circuits non réels sont marqués en cyan. |

## Résultats

### Résumé de la saison
| Course | ePrix               | Pole position      | Meilleur tour      | Pilote vainqueur   | Equipe gagnante           |
| ------ | ------------------- | ------------------ | ------------------ | ------------------ | ------------------------- |
| 1      | New York City ePrix | Erhan Jajovski     | Kevin Siggy        | Erhan Jajovski     | ROKiT Venturi Racing      |
| 2      | Hong Kong ePrix     | Erhan Jajovski     | Frederik Rasmussen | Erhan Jajovski     | ROKiT Venturi Racing      |
| 3      | Berlin ePrix        | Kevin Siggy        | Olli Pahkala       | Kevin Siggy        | BMW i Andretti Motorsport |
| 4      | Diriyah ePrix       | Frederik Rasmussen | Marius Golombeck   | Frederik Rasmussen | Dragon / Penske Autosport |
| 5      | Electric Docks      | Frederik Rasmussen | Jakub Brzeziński   | Erhan Jajovski     | ROKiT Venturi Racing      |
| 6      | Rome ePrix          | Frederik Rasmussen | Frederik Rasmussen | Frederik Rasmussen | Dragon / Penske Autosport |

| Note:                                        |
| -------------------------------------------- |
| Les circuits non réels sont marqués en cyan. |

## Classement du championnat

### Système de points
Des points ont été attribués aux 10 premiers classés de la course, trois points au poleman et un point a été attribué au pilote ayant réalisé le tour le plus rapide dans le top dix.
| Position | 1er | 2ème | 3ème | 4ème | 5ème | 6ème | 7ème | 8ème | 9ème | 10ème | Pôle | MT |
| -------- | --- | ---- | ---- | ---- | ---- | ---- | ---- | ---- | ---- | ----- | ---- | -- |
| Points   | 25  | 18   | 15   | 12   | 10   | 8    | 6    | 4    | 2    | 1     | 3    | 1  |

En cas d'égalité à l'issue du championnat, un système de décompte est utilisé pour départager, le meilleur résultat d'un pilote/d'une équipe étant utilisé pour décider du classement.

### Classement du championnat des pilotes
| Pos.     | Pilote               | NYC | HKG | BER | DIR | LES | RME‡ | Points |
| -------- | -------------------- | --- | --- | --- | --- | --- | ---- | ------ |
| 1        | Frederik Rasmussen   | 9   | 2F  | 2   | 1P  | 3P  | 1PF  | 143    |
| 2        | Erhan Jajovski       | 1P  | 1P  | 4   | 2   | 1   | 4    | 135    |
| 3        | Kevin Siggy          | 3F  | 3   | 1P  | 3   | 10  | 13   | 75     |
| 4        | Graham Carroll       | 13  | 4   | 20  | 5   | 12  | 2    | 58     |
| 5        | Jarno Opmeer         | 6   | 14  | 14  | 10  | 5   | 3    | 49     |
| 6        | Nikodem Wisniewski   | 14  | 10  | 8   | 18  | 2   | 6    | 39     |
| 7        | Marius Golombeck     | 5   | 5   | 18  | 6F  | 15  | 8    | 37     |
| 8        | Martin Stefanko      | 20  | 8   | 5   | 7   | 6   | 9    | 32     |
| 9        | Manuel Biancolilla   | 2   | DSQ | 7   | 14  | 8   | 11   | 28     |
| 10       | Lorenz Hörzing       | 16  | DNS | 12  | 8   | 4   | 7    | 28     |
| 11       | Jakub Brzeziński     | 15  | 11  | 9   | 11  | 9F  | 5    | 25     |
| 12       | Bono Huis            | 4   | 15  | 16  | 4   | DSQ | 16   | 24     |
| 13       | Petar Brljak         | 18  | 7   | 3   | 9   | 13  | 14   | 23     |
| 14       | Risto Kappet         | 8   | 6   | 6   | 13  | 22  | 17   | 20     |
| 15       | Marc Gassner         | 7   | 16  | 13  | 16  | 11  | 10   | 8      |
| 16       | Jan von der Heyde    | 10  | 12  | 23  | 22  | 7   | 15   | 7      |
| 17       | Olli Pahkala         | 11  | 9   | 10F | 12  | 19  | 12   | 4      |
| 18       | Lucas Mueller        | 12  | 18  | 11  | 19  | DSQ | 24   | 0      |
| 19       | Arthur Lehouck       | 24  | 13  | Ret | 15  | 21  | 18   | 0      |
| 20       | Peyo Peev            | 17  | 19  | 21  | 17  | 14  | 19   | 0      |
| 21       | Tímea Bencsik        | 23  | 21  | 15  | 23  | 16  | 21   | 0      |
| 21       | Jaroslav Honzík      | 21  | 17  | 22  | 24  | 18  | 22   | 0      |
| 23       | Kelvin van der Linde | 19  | 22  |     |     | 17  | 20   | 0      |
| 24       | Michi Hoyer          |     |     | 17  | 21  |     |      | 0      |
| 25       | Jiayu Zhang          | 22  | 20  | 19  | 20  | 20  | 23   | 0      |
| Pos.     | Pilote               | NYC | HKG | BER | DIR | LES | RME‡ | Points |
| Sources: |                      |     |     |     |     |     |      |        |

| Couleur    | Résultat                       |
| ---------- | ------------------------------ |
| Or         | Vainqueur                      |
| Argent     | 2ème place                     |
| Bronze     | 3ème place                     |
| Vert       | Autre position dans les points |
| Bleu       | Autre position au classement   |
| Bleu       | Non classé, non fini (NC)      |
| Violet     | Non classé, abandon (Ret)      |
| Rouge      | Non qualifié (DNQ)             |
| Rouge      | Non pré-qualifié (DNPQ)        |
| Noir       | Disqualifié (DSQ)              |
| Blanc      | Non commencé (DNS)             |
| Blanc      | Course annulée (C)             |
| Vide       | Non participé                  |
| Annotation | Signification                  |
| P          | Pole position                  |
| F          | Meilleur tour                  |

- ‡ – Lors du ePrix de Rome, les points accordés ont été doublé[20].

### Classement du championnat par équipes
| Pos.     | Team                             | NYC | HKG | BER | DIR | LES | RME‡ | Points |
| -------- | -------------------------------- | --- | --- | --- | --- | --- | ---- | ------ |
| 1        | ROKiT Venturi Racing             | 1P  | 1P  | 4   | 2   | 1   | 4    | 203    |
| 1        | ROKiT Venturi Racing             | 16  | DNS | 12  | 8   | 4   | 7    | 203    |
| 2        | Dragon / Penske Autosport        | 9   | 2F  | 2   | 1P  | 3P  | 1PF  | 167    |
| 2        | Dragon / Penske Autosport        | 17  | 19  | 21  | 17  | 14  | 19   | 167    |
| 3        | BMW i Andretti Motorsport        | 3F  | 3   | 1P  | 3   | 10  | 13   | 134    |
| 3        | BMW i Andretti Motorsport        | 18  | 7   | 3   | 9   | 13  | 14   | 134    |
| 4        | Mercedes-Benz EQ Formula E Team  | 4   | 14  | 14  | 4   | 5   | 3    | 97     |
| 4        | Mercedes-Benz EQ Formula E Team  | 6   | 15  | 16  | 10  | DSQ | 16   | 97     |
| 5        | Envision Virgin Racing           | 13  | 4   | 15  | 5   | 12  | 2    | 79     |
| 5        | Envision Virgin Racing           | 23  | 21  | 20  | 23  | 16  | 21   | 79     |
| 6        | Jaguar Racing                    | 15  | 8   | 5   | 7   | 6   | 5    | 59     |
| 6        | Jaguar Racing                    | 20  | 11  | 9   | 11  | 9F  | 9    | 59     |
| 7        | TAG Heuer Porsche Formula E Team | 5   | 5   | 18  | 6F  | 15  | 8    | 58     |
| 7        | TAG Heuer Porsche Formula E Team | 21  | 17  | 22  | 24  | 18  | 22   | 58     |
| 8        | DS Techeetah                     | 14  | 10  | 8   | 15  | 2   | 6    | 49     |
| 8        | DS Techeetah                     | 24  | 13  | Ret | 18  | 21  | 18   | 49     |
| 9        | Audi Sport ABT Schaeffler        | 2   | 22  | 7   | 14  | 8   | 11   | 34     |
| 9        | Audi Sport ABT Schaeffler        | 19  | DSQ | 17  | 21  | 17  | 20   | 34     |
| 10       | Nissan e.dams                    | 7   | 12  | 13  | 16  | 7   | 10   | 25     |
| 10       | Nissan e.dams                    | 10  | 16  | 23  | 22  | 11  | 15   | 25     |
| 11       | NIO 333 FE Team                  | 8   | 6   | 6   | 13  | 20  | 17   | 24     |
| 11       | NIO 333 FE Team                  | 22  | 20  | 19  | 20  | 22  | 23   | 24     |
| 12       | Mahindra Racing                  | 11  | 9   | 10F | 12  | 19  | 12   | 13     |
| 12       | Mahindra Racing                  | 12  | 18  | 11  | 19  | DSQ | 24   | 13     |
| Pos.     | Équipe                           | NYC | HKG | BER | DIR | LES | RME‡ | Points |
| Sources: |                                  |     |     |     |     |     |      |        |

| Couleur    | Résultat                       |
| ---------- | ------------------------------ |
| Or         | Vainqueur                      |
| Argent     | 2ème place                     |
| Bronze     | 3ème place                     |
| Vert       | Autre position dans les points |
| Bleu       | Autre position au classement   |
| Bleu       | Non classé, non fini (NC)      |
| Violet     | Non classé, abandon (Ret)      |
| Rouge      | Non qualifié (DNQ)             |
| Rouge      | Non pré-qualifié (DNPQ)        |
| Noir       | Disqualifié (DSQ)              |
| Blanc      | Non commencé (DNS)             |
| Blanc      | Course annulée (C)             |
| Vide       | Non participé                  |
| Annotation | Signification                  |
| P          | Pole position                  |
| F          | Meilleur tour                  |

- ‡ – Lors du ePrix de Rome, les points accordés ont été doublé[20].
- Le classement est trié par meilleur résultat, les lignes ne sont pas liés aux pilotes. En cas d'égalité de points, les meilleures positions obtenues déterminent le résultat.